# Heart of the Matter
Heart of the Matter is de zesde aflevering van het dertiende seizoen van de televisieserie ER, die voor het eerst werd uitgezonden op 2 november 2006.

## Verhaal
Dr. Kovac wacht met vol spanning op de uitslag van de rechtszaak tegen hem. Uiteindelijk hoort hij dat de jury hem heeft vrijgesproken. Terwijl hij dit aan het beseffen is, krijgt hij ineens bezoek van Curtis Ames, die hem aangeklaagd heeft, en merkt dat Ames moeite heeft om zijn nederlaag te accepteren.
Dr.Barnett en dr. Kovac behandelen een man die een aanrijding heeft gehad, terwijl hij op een motor reed. Zij ontdekken dat hij er slechter aan toe is dan eerst werd gedacht. Hij blijkt uitzaaiingen te hebben van kanker. Als zij dit aan de patiënt willen vertellen, smeekt zijn vrouw dit geheim te houden, dit tegen de zin van dr. Kovac in. 
Dr. Lockhart en dr. Rasgotra behandelen de andere slachtoffer van het ongeval. Hij moet geopereerd worden maar de operatie gaat niet zoals zij gewild hadden.
Dr. Pratt heeft een nieuwe vriendin en terwijl zij een romantische avond hebben, komt zijn nieuwe kamergenoot de sfeer verstoren. Het is zijn halfbroer Chaz. Dr. Pratt was vergeten dat hij toestemming had gegeven om bij hem in te trekken.
Dr. Morris is opgewonden over zijn televisie debuut dat gaat over het werken op de SEH. Terwijl er gefilmd wordt gaat de aandacht van de regisseuse ineens uit naar dr. Weaver. Dit tot grote frustratie van dr. Morris. 
Dr. Rasgotra vecht tegen haar gevoelens voor dr. Gates. Ondertussen heeft dr. Gates zijn eigen problemen met zijn woonsituatie. Hij woont samen met de vrouw en dochter van zijn overleden vriend die omgekomen is in de Irakoorlog. Zij heeft gevoelens voor hem die hij niet kan en wil beantwoorden. 

## Rolverdeling

### Hoofdrollen
- Goran Višnjić - Dr. Luka Kovac
- Maura Tierney - Dr. Abby Lockhart
- Mekhi Phifer - Dr. Gregory Pratt
- Sam Jones III - Chaz Pratt
- Parminder Nagra - Dr. Neela Rasgrota
- John Stamos - Dr. Tony Gates
- Shane West - Dr. Ray Barnett
- Scott Grimes - Dr. Archie Morris
- Laura Innes - Dr. Kerry Weaver
- Leland Orser - Dr. Lucien Dubenko
- J.P. Manoux - Dr. Dustin Crenshaw
- Gina Ravera - Dr. Bettina DeJesus
- Linda Cardellini - verpleegster Samantha Taggart
- Laura Cerón - verpleegster Chuny Marquez
- Yvette Freeman - verpleegster Haleh Adams
- Angel Laketa Moore - verpleegster Dawn Archer
- Dinah Lenney - verpleegster Shirley
- Lyn Alicia Henderson - ambulancemedewerker Pamela Olbes
- Brian Lester - ambulancemedewerker Brian Dumar
- Paula Malcomson - Meg Riley
- Chloe Greenfield - Sarah Riley
- Busy Philipps - Hope Bobeck
- Charlayne Woodard - Angela Gilliam
- Troy Evans - Frank Martin
- Malaya Rivera Drew - Katey Alvaro

### Gastrollen (selectie)
- Forest Whitaker - Curtis Ames
- Michelle Hurd - Courtney Brown
- Marty Ingels - Mr. Gallagher
- Allison Scagliotti-Smith - Josie Weller
- Gilbert Glenn Brown - Lou Smith
- Judith Scott - Mandy Smith
- Sonya Eddy - Harriet
- Lindsay Felton - Donna Palsey
- James Gleason - Garrett Palsey
- Shannon Holt - Helen Palsey
- Michael J. London - rechter Lahn